# 김구림
김구림(金丘林, 1936년 8월 22일~)은 대한민국의 화가이다.

## 경력
- 한국아방가르드협회 회원
- 한국미술협회 회원
- 한국미술협회 감사
- 서울현대미술제 운영위원회 위원
- 대한민국 미술대전 심사위원회 위원

## 수상 내역
- 2006년: 제7회 이인성 미술상
- 2017년: 은관문화훈장